# Leonów (powiat de Sochaczew)
Pour les articles homonymes, voir Leonów.
Leonów  [lɛˈɔnuf] est un village polonais de la gmina de Nowa Sucha dans le powiat de Sochaczew et dans la voïvodie de Mazovie.
Il se situe à environ 4 kilomètres à l'est de Nowa Sucha, 8 kilomètres au sud de Sochaczew et à 54 kilomètres à l'ouest de Varsovie.